# 악녀의 밀실
"악녀의 밀실"은 1984년에 개봉한 대한민국의 영화이다.

## 캐스팅
- 한인수 : 동혁 역
- 윤혜련
- 김수경
- 정혜영
- 백황기
- 문태선
- 남포동
- 강영철
- 이화진
- 김철민
- 신찬일
- 서평석
- 선우정
- 권성룡